# Przewód trzustkowy

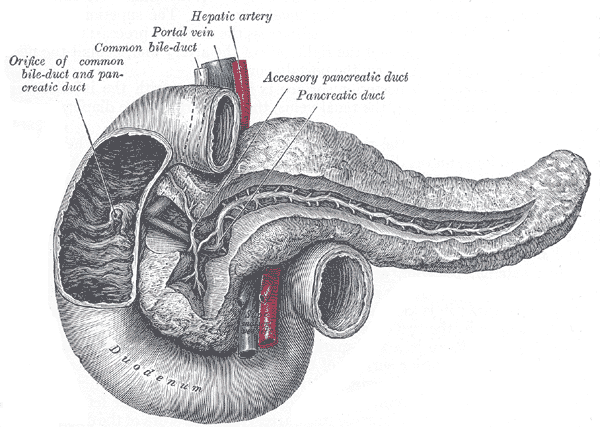
Budowa trzustki człowieka. Przewód trzustkowy podpisany Pancreatic duct, przewód trzustkowy dodatkowy – Accessory pancreatic duct

Przewód trzustkowy – w anatomii kręgowców przewód odprowadzający sok trzustkowy z trzustki do jelita cienkiego. Liczba przewodów trzustkowych jest zmienna gatunkowo – u ptaków są trzy, u bydła lub świni jeden.
U człowieka obecne są dwa przewody, odprowadzające sok trzustkowy do części zstępującej dwunastnicy. Główny przewód trzustkowy, nazywany też przewodem Wirsunga (łac. ductus pancreaticus, ductus Wirsungi), uchodzi w pobliżu przewodu żółciowego wspólnego zwykle w obrębie brodawki większej dwunastnicy. Drugi, przewód trzustkowy dodatkowy, nazywany też przewodem Santoriniego (łac. ductus pancreaticus accessorius, ductus Santorini), zazwyczaj ma dwa ujścia: jedno do głównego przewodu trzustkowego, drugie w obrębie brodawki mniejszej dwunastnicy.
Nazwy eponimiczne przewodów upamiętniają anatomów, którzy po raz pierwszy je opisali – niemieckiego anatoma Johanna Georga Wirsunga i włoskiego anatoma Giovanni Domenico Santoriniego.